# Fuerte de Arad

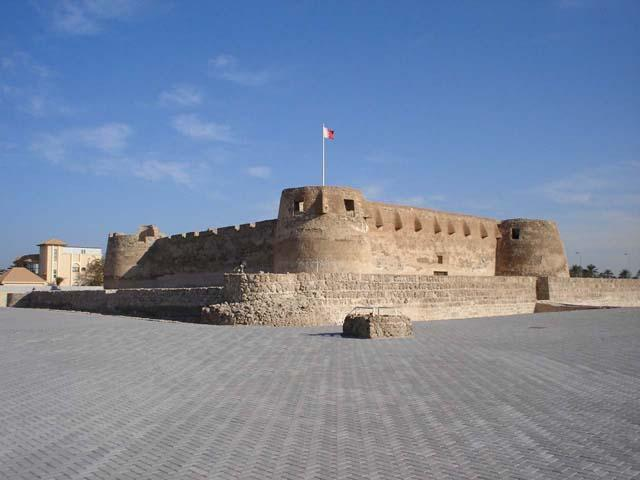
Esquina noroccidental del fuerte

El fuerte de Arad (en árabe: قلعة عراد‎ Qal'at Arad) es un fuerte del siglo XV situado en Arad, un centro urbano de la isla de Muharraq, al norte de Baréin.
Se trata de uno de los fuertes defensivos más emblemáticos del país isleño, que domina varios pasos marítimos de las costas poco profundas de Muharraq. En el pasado, había un canal marítimo de difícil acceso, controlado por los habitantes de la isla para evitar que embarcaciones indeseadas se abrieran paso hasta el lugar donde se encuentra el fuerte (anteriormente una isla propia, separada por dicho canal). La estructura es también un perfecto ejemplo de la arquitectura de los fuertes compactos, comunes en la península arábiga de la época para la defensa de pasos marítimos y terrestres.

## Descripción
No se sabe con precisión la fecha de construcción del fuerte o sus orígenes. Los hallazgos en las últimas décadas relativos a su pasado más antiguo han permitido establecer que el método arquitectónico usado en la estructura original seguía la llamada «técnica de capas», cuyos orígenes se remontan a las primeras construcciones de adobe.
Si bien en su versión actual se reconoce el estilo típico de la arquitectura militar islámica de los siglos XV-XVI, se sabe que su construcción, en todo caso, antecede a la ocupación portuguesa de Baréin (que duraría ocho décadas), ya que aparece en un mapa portugués de 1635 titulado Demonstracao da Ilha de Baren. Dicho mapa fue elaborado durante el asedio del fuerte por las tropas portuguesas, y en él se deja patente la existencia de muros fortificados tanto exteriores como interiores (coincidiendo con la estructura actual).
La forma del fuerte es cuadrada y cuenta con una torre cilíndrica en cada una de sus esquinas. Está rodeado por una pequeña zanja que solía llenarse con agua procedente de pozos perforados especialmente para este fin, aunque nunca era un castillo de foso en el sentido más estricto de la palabra. La franja superior del muro exterior, en sus cuatro caras, al igual que la parte superior de sus torres, exhiben una sucesión de aberturas para los fusileros. A diferencia de las fortificaciones europeas, no se trata de aspilleras, donde el espacio para acomodar al tirador está en el interior, sino más bien de salientes llamados «narices» (por su forma), donde los tiradores se podían acomodar estando físicamente con el cuerpo adelantado al grueso del muro.
Debido a su situación estratégica, con vistas a varios pasos marítimos de la isla de Muharraq, el fuerte fue utilizado de facto a lo largo de su existencia como una compacta fortaleza defensiva, desde la ocupación de Baréin por los portugueses en el siglo XVI hasta el reinado de Muhamad bin Jalifa Al Jalifa en el siglo XIX. Durante la breve ocupación del país por los omaníes en 1800, estos tomaron la fortificación, la reforzaron y la utilizaron como plaza fuerte contra las tropas locales. El cañón que se encuentra en lo alto del bastión sur es de esta época; este apuntaba directamente al estrecho canal de entrada, formado por arrecifes a ambos lados, que desemboca en la bahía de Muharram.

### Restauración moderna
Entre 1984 y 1987, el fuerte de Arad fue restaurado bajo la dirección del arquitecto y experto en conservación de edificios islámicos, Archie Walls. Para mantener su autenticidad y valor histórico, se utilizaron exclusivamente materiales tradicionales usados en la estructura original, como piedra de coral, cal, arena y troncos de palmera. No se hizo uso de cemento ni ningún otro material que no estuviera en armonía con el edificio histórico o que redujera su valor histórico. Finalizados los trabajos, se incorporó a la parte del muro que da al Aeropuerto Internacional de Baréin una iluminación nocturna, que se ha convertido en una vista emblemática de esta parte de la ciudad tras la puesta del sol.